# قرار مجلس الأمن التابع للأمم المتحدة رقم 984
قرار مجلس الأمن التابع للأمم المتحدة رقم 984، الذي تم تبنيه بالإجماع في 11 نيسان / أبريل 1995، أعطى المجلس تأكيدات للدول غير الحائزة للأسلحة النووية التي كانت أطرافًا في معاهدة عدم انتشار الأسلحة النووية ضد خطر الانتشار النووي.
وأشار مجلس الأمن إلى ضرورة بذل كل جهد لتجنب خطر الحرب النووية، ومنع انتشار الأسلحة النووية، وتسهيل التعاون الدولي في الاستخدامات السلمية للطاقة النووية، وتعزيز أهمية معاهدة عدم انتشار الأسلحة النووية. واعترف باهتمام الدول التي لا تمتلك أسلحة نووية بالحصول على ضمانات أمنية، وأن القرار الحالي هو خطوة في هذا الاتجاه.
وقد أعطى الأعضاء الدائمون في المجلس (وجميعهم يمتلكون أسلحة نووية) ضمانات أمنية للدول غير النووية التي كانت جزءًا من معاهدة عدم انتشار الأسلحة النووية، وهي المرة الأولى التي حدث فيها ذلك. أقر مجلس الأمن بضرورة إعطاء تأكيدات للدول غير الحائزة للأسلحة النووية، وأن الأعضاء الدائمين في المجلس سيتصرفون، وفقًا للأحكام ذات الصلة في ميثاق الأمم المتحدة، في حالة تعرض بلد ما للتهديد أو الهجوم من قبل أسلحة نووية. كما أقر بأن الدول الأعضاء الدائمة ستلفت انتباه مجلس الأمن إلى مثل هذه الحوادث. وستقدم المساعدة في أي حال، في التحقيقات واتخاذ التدابير المناسبة لتسوية النزاعات واستعادة السلم والأمن الدوليين. كما سيتم اتخاذ تدابير لتقديم المساعدة التقنية أو الطبية أو العلمية أو الإنسانية استجابة لأي طلبات من بلد متضرر. بالإضافة إلى ذلك، سيوصى باتخاذ تدابير مناسبة فيما يتعلق بالتعويض بعد حالات العدوان ورحب المجلس باعتزام بعض البلدان تقديم مساعدة فورية إلى بلد متضرر.
وطُلب من جميع البلدان، على النحو المنصوص عليه في المادة السادسة من معاهدة عدم انتشار الأسلحة النووية، التفاوض بشأن تدابير نزع السلاح ومعاهدة بشأن نزع السلاح الكامل تحت رقابة دولية. كما أعاد التأكيد على الحق، بموجب المادة 51 من الميثاق، في الدفاع عن النفس إذا تعرضت دولة ما للهجوم.
بموجب القرار 984، على فرنسا وروسيا والمملكة المتحدة والولايات المتحدة، شريطة عدم استخدام الأسلحة النووية ضد دولة غير نووية طرف في معاهدة حظر الانتشار النووي إلا في الهجوم عليهم؛ فقط تأكيدات الصين بعدم استخدام الأسلحة النووية كانت غير مشروطة.

## روابط خارجية
- نص القرار في undocs.org